# یوکای ناواهو
یوکای ناواهو (نام علمی: Yucca baileyi) نام یک گونه از سرده یوکا است.